# كلاي براينت
كلاي براينت (بالإنجليزية: Clay Bryant)‏ هو لاعب كرة قاعدة أمريكي، ولد في 26 نوفمبر 1911 في ماديسون هايهتس في الولايات المتحدة، وتوفي في 9 أبريل 1999 في فورت لودرديل في الولايات المتحدة.

## وصلات خارجية
- كلاي براينت على موقع دوري كرة القاعدة الرئيسي (الإنجليزية)
- كلاي براينت على موقعبيزبول رفرنس.كوم (الدوري الرئيسي) (الإنجليزية)
- كلاي براينت على موقعبيزبول رفرنس.كوم (الدوري الثانوي) (الإنجليزية)